# Zrinska Gora
Zrinska Gora är kullar i Kroatien.   De ligger i länet Moslavina, i den centrala delen av landet, 70 km söder om huvudstaden Zagreb.